# George Plantagenet, 1. Duke of Bedford
George Plantagenet, 1. Duke of Bedford (auch George of York, * März 1477 auf Windsor Castle; † März 1479 auf Windsor Castle), war ein englischer Prinz aus dem Haus York.
Er war das achte Kind von Eduard IV. von England und Elizabeth Woodville. Er war der jüngere Bruder von Elizabeth of York, Mary of York, Cecily of York, Eduard V., Margaret of York, Richard of Shrewsbury und Anne of York der ältere Bruder von Katherine of York und Bridget of York.
Noch im Säuglingsalter, vermutlich im Jahre 1478, verlieh ihm sein Vater den Adelstitel Duke of Bedford, der kurz zuvor George Neville, 1. Duke of Bedford entzogen worden war. Ebenso wurde ihm 1478 das Amt des Lord Lieutenant of Ireland verliehen.
George starb im Alter von nur zwei Jahren, wahrscheinlich an der Beulenpest, die gerade in England ausbrach. Er wurde am 22. März 1479 im St George’s Chapel in Windsor Castle begraben.